# Бойня в Эсейсе
Бойня в Эсейсе (исп. Masacre de Ezeiza) — вооружённые столкновения между аргентинскими националистами и социалистами в день торжественной встречи Хуана Доминго Перона. Привели к масштабному кровопролитию, необратимому расколу перонистского движения на левую и правую фракции, стали предвестием организованного ультраправого террора середины 1970-х годов.

## Ожидание Перона. Раскол перонизма
Весной 1973 года был окончательно решён вопрос о возвращении в Аргентину генерала Перона, изгнанного в результате военного переворота 1955 года. Перон являлся самым популярным политиком страны, его избрание главой государства было заранее предрешено. 15 июня президент Эктор Кампора вылетел в Испанию, дабы сопровождать Перона при возвращении на родину. В Аргентине велась усиленная подготовка к торжественной встрече.
К тому времени массовое перонистское движение — «хустисиализм» — разделилось на враждующие группы. Леворадикальные «монтонерос» и праворадикальные антикоммунисты вели между собой жёсткую борьбу. Однако и те, и другие считали Перона своим лидером и своим кандидатом в президенты. Во взглядах и действиях Перона левые и правые идеи плотно переплетались, но к 1970-м годам его позиция явственно кренилась вправо.
К левым перонистам принадлежал президент Э. Кампора. Аргентинские леворадикалы выступали с позиций, близких к геваризму. Во главе правых стоял Хосе Лопес Рега, личный секретарь Перона, назначенный Кампорой на должность министра социального обеспечения. Он и его сторонники придерживались в целом неофашистской программы. Организованную массовую поддержку хустисиализма создавало профсоюзное движение под руководством Хосе Игнасио Руччи.
Церемония встречи генерала имела важное политическое значение. Преобладание право- либо левоперонистских масс, лозунгов, выступлений символизировало благоволение Перона данной стороне и задавало тон дальнейшему политическому процессу.

## Прибытие Перона. Бой между перонистами
Перон прибывал в Аргентину 20 июня 1973 года. Встречать его двинулись сотни тысяч (по другим оценкам, более трёх миллионов) человек. Организацией встречи руководила группа перонистских лидеров разного направления (полковник Х. М. Осинде, Х. И. Руччи, Х. М. Абаль Медина-старший, Н. Кеннеди, А. Б. Лима и другие). Большинство из них относились к правому направлению. Эстебан Риги, левоориентированный министр внутренних дел в правительстве Кампоры, снял с себя ответственность за мероприятие, предоставив руководство праворадикальному Хорхе Осинде.
Левые организовали для встречи колонны боевиков-«монтонерос» и активистов союза Перонистская молодёжь. Правый актив комплектовался из членов национального автомобильного клуба. Материальную, транспортную и организационную поддержку предоставило министерство Лопеса Реги, а также некоторые профсоюзы. В организации ультраправых боевиков принял участие итальянский неофашист Стефано Делле Кьяйе. Были перекрыты магистрали, ведущие с юга к аэропорту «Эсейса», организованы вооружённые заслоны и засады снайперов. Со своей стороны, многие левые также были вооружены.
На скандирование левых «Перон, Эвита, социалистическая Родина!» правые оппоненты отвечали: «Перон, Эвита, перонистская Родина!» Перестрелки и массовые драки с применением оружия начались с утра 20 июня, продолжались весь день и закончились только ночью. Люди, пришедшие мирно приветствовать Перона, вынуждены были наблюдать сцены кровавого насилия.
Оперативно-тактическая сторона в основном свелась к попыткам «монтонерос» преодолеть боевые заслоны и металлические заграждения — чему препятствовали правые. Организаторы встречи ограничивались радиопризывами к прекращению насилия (с ними выступал популярный певец и киноактёр Леонардо Фавио). Погибли, по официальным данным, 13 человек (по другой информации — не менее 16), ранения получили 365 (по другой информации — более 200).
Явный победитель в столкновении не выявился. Правые показали лучшее вооружение, организацию и дисциплину, левые — массовый энтузиазм и готовность к самопожертвованию при прорыве к заграждениям. Но при этом большую жёсткость и напор продемонстрировали боевики Хорхе Осинде и Лопеса Реги. Лидер «монтонерос» Марио Фирменич, непосредственный участник событий, утверждал, что левые перонисты не готовились к силовому столкновению и атака оказалась для них неожиданностью (что, впрочем, отнюдь не очевидно). Другой левый лидер, Марио Роберто Сантучо, прямо обвинял полковника Осинде и его коллег по правоперонистскому руководству в намеренном и спланированном убийстве.
Бойня в Эсейсе воспринимается как акция, инициированная и проведённая ультраправыми. Позже всплыло и тайное участие аргентинских спецслужб. Энвар Эль Кадри сообщил, что армейский специалист Сиро Аумада, производивший подготовку боевиков левых перонистов, оказался агентом и одним из организаторов столкновения.

## Жертвы столкновения
Документально установлена гибель 13 человек. Орасио Симона, Антонио Киспе и Уго Оскар Ланверс принадлежали к «монтонерос». Роберто Максимо Чаварри был военнослужащим. Политическая ориентация Антонио Акино, Клаудио Аревало, Мануэля Кабреры, Рохелио Куэсто, Карлоса Домингеса, Рауля Орасио Обрегосо, Педро Лопеса Гонсалеса, Наталио Руиса и Уго Серхио Ларрамендиа неизвестна.

## Суть и последствия. Сдвиг вправо
Комментируя происшедшее, генерал Перон отметил широту политического спектра перонистского движения. На досрочных (после отставки Кампоры) выборах 23 сентября 1973 года он был избран президентом Аргентины. Стало, однако, очевидным, что противоречия между правыми и левыми хустисиалистами достигли степени полной несовместимости. Интенсивно формировались организационные структуры для взаимного искоренения. 1 октября 1973 года, через неделю после избрания Перона, решением правоперонистского руководства был учреждён «Антикоммунистический альянс Аргентины» (ААА, Triple A) — активнейшая ультраправая структура Латинской Америки 1970-х годов. Во главе Triple A стал Хосе Лопес Рега.
Сам Перон всё однозначнее ориентировался на «умеренное» (в аргентинской политической терминологии) течение, олицетворяемое ультраправым Лопесом Регой. Окончательно он определился в публичной речи 1 мая 1974 года, в которой фактически отмежевался от «монтонерос» и провозгласил правопопулистский курс. После его кончины — через два месяца после первомайского программного выступления — президентская власть перешла к Исабель Перон, которая всецело находилась под влиянием Лопеса Реги.

Эсейса породила правительство Исабель и Лопеса Реги, ААА, геноцид после военного переворота 1976, военно-синдикалистский союз с большим бизнесом, правящий Аргентиной.

Орасио Вербицкий

В современной Аргентине кровопролитие в Эсейсе 20 июня 1973 рассматривается как преступление ультраправых.